# Хабарово (село, Даниловский район)
Хаба́рово — село в Даниловском районе Ярославской области, входит в состав Даниловского сельского поселения. 

## География
Находится в 18 км от Данилова по автомобильной дороге Череповец — Данилов, близ истока реки Лунки. 

## История
Каменная церковь во имя Казанской Божией Матери построена в 1808 году на средства прихожан. Престолов в ней было два: в холодной — во имя Казанской Божией Матери, в теплой — во имя Святителя Николая.
В конце XIX — начале XX века село входило в состав Попковской волости Даниловского уезда Ярославской губернии.
С 1929 года село входило в состав Шеметовского сельсовета Даниловского района, с 1932 года — центр Хабаровского сельсовета, с 1954 года — в составе Ермаковского сельсовета, с 2005 года — в составе Даниловского сельского поселения.
До 2011 года в селе действовала Хабаровская основная общеобразовательная школа.

## Население
| 1859 | 2002 | 2007 | 2010 |
| ---- | ---- | ---- | ---- |
| 49   | ↗150 | ↗158 | ↘123 |

## Инфраструктура
В селе имеются дом культуры, библиотека, фельдшерско-акушерский пункт, почтовое отделение.

## Достопримечательности
- Храм во имя Казанской иконы Божией Матери (ц. Казанская, с. Хабарово)[2]

Построен в 1808 году на средства прихожан. Каменный, пятиглавый. Престолов два: во имя Казанской иконы Божией Матери и во имя Святителя Николая, архиепископа Мир Ликийских, чудотворца. Особенно почитались Казанская и Иверская иконы Божией Матери, а также икона Святителя Николая чудотворца. Закрыт в 1936 году, после чего трапезная и колокольня были разобраны, а здание самого храма использовалось в качестве зернохранилища.
В существовавшей при храме начальной школе долгое время обучали детей с первого по третий класс. Школа работала как малокомплектная. Позднее её перевели в другое помещение, продлив обучение до восьмого, а затем до 9 класса. До сегодняшнего дня бывшее здание начальной школы не сохранилось.
- Особо охраняемые природные территории

В окрестностях села находится несколько природных объектов, внесённых в список особо охраняемых природных территорий Ярославской области. Это роща, расположенная к юго-востоку от Хабарова, вдоль полевой дороги, ведущей в урочище Крутец; родник в полукилометре к западу от центра села; заказник Моховское болото, лежащий на водоразделе рек Чернухи и Костромки между автодорогами Данилов-Пошехонье и Данилов-Шаготь.
- Героям-землякам, погибшим в годы Великой Отечественной войны

Стела (мемориальная доска) с указанием фамилий и имён земляков погибших в ходе Великой Отечественной войны.